# Xystrocera vittata
Xystrocera vittata là một loài bọ cánh cứng trong họ Cerambycidae.